# Jimmy McCulloch
James McCulloch, detto Jimmy (Dumbarton, 4 giugno 1953 – Maida Vale, 27 settembre 1979), è stato un musicista e cantautore scozzese.

## Carriera
È conosciuto come bassista e chitarrista del gruppo Wings guidato da Paul McCartney, di cui ha fatto parte dal 1974 al 1979.
È stato anche membro della band di rock psichedelico originaria di Glasgow chiamata One in a Million, dei Thunderclap Newman e degli Stone the Crows.
Ha collaborato con John Entwistle (Whistle Rymes, 1972) e con altri artisti tra cui Peter Frampton, Roger Daltrey e Roy Harper.
Nel 1977 ha preso parte al progetto Small Faces.

## Morte
È morto a causa di un'overdose a Maida Vale, nord-ovest di Londra. Aveva 26 anni.